# Jean-Marie Theule
Jean-Marie Theule est un homme politique français né le 1756 à Narbonne et mort le 26 août 1844 à Paris.

## Biographie
Homme de loi à Toulouse, il est officier municipal en 1790 puis député de la Haute-Garonne de 1791 à 1792.

## Sources
- « Jean-Marie Theule », dans Adolphe Robert et Gaston Cougny, Dictionnaire des parlementaires français, Edgar Bourloton, 1889-1891 [détail de l’édition]